# 金沢武士団
金沢武士団（かなざわサムライズ、英: Kanazawa Samuraiz）は、石川県金沢市をホームタウンとするプロバスケットボールチーム。運営法人は北陸スポーツ振興協議会株式会社。2015年に創設され、現在はB3リーグに所属している。

## 概要
運営会社は、北陸スポーツ振興協議会。
チーム名が全て漢字表記はリーグ初で「金沢」「武士」「サムライ」を是非チーム名に入れるべきという声が多く、シンプルかつ誰もが知っている、親しみやすい名前であることも重視されて採用された。
ホームタウンは石川県金沢市、マザータウンは野々市市、サポートタウンは七尾市であり、現在は、経営難や練習場所の確保の点から七尾市を中心に活動している。
現在は代表が赤池から中野秀光に変わっている他、社員やフロントスタッフ、チアなど全ての人員を一新し、経営の安定や信用を取り戻すことに努めている。

## 来歴

### 2013年
11月5日、元島根スサノオマジック運営会社社長の赤池大介が代表を務める「石川県プロバスケ設立準備委員会」が、公募を開始した「bjリーグ2015-16シーズンエクスパンション」に応募。

### 2014年
8月29日、新規参入決定。「石川県プロバスケ設立準備委員会」は「北陸スポーツ振興協議会株式会社」として法人化。

### 2015年
2月4日、チーム名を「金沢武士団（カナザワサムライズ）」にすると発表。

### 2016年
3月19日、プレイオフ進出。
12月5日、バスケットボールを通じた地域の人たちの健康づくりの場やファンとの交流拠点「SAMU’Z Cafe（サムズカフェ）」がオープン。

### 2017年
B3リーグに参入。
2月13、金沢市と「観光誘客プロモーション協力協定」締結。
3月19日、Ｂ3リーグ・レギュラーシーズン優勝。
3月30日、石川県と「観光誘客に関する協定」締結。
4月5日、「2017-18シーズン B2ライセンス」交付決定。
5月10日、B2リーグ昇格決定。
5月31日、鈴木裕紀がヘッドコーチ契約満了。
6月1日、堀田剛司がヘッドコーチに就任。
8月17日、東海大学に在学中の飴谷健士朗がアシスタントコーチに就任。

### 2018年
1月頃、「SAMU’Z Cafe（サムズカフェ）」が閉店。
4月4日、「クラブライセンス第2回判定結果」により2018-19シーズンは「B2ライセンス」の判定。
6月20日、「石川県と県内トップスポーツチームとの包括連携に関する協定」を締結。
9月14日、石川県野々市市にオフィシャルサプライヤーである「株式会社げんき堂」が運営する「金沢武士団アスリート鍼灸整骨院」がオープン。
11月22日、B.LEAGUEより、2017-18シーズン（2017年度）クラブ決算概要が公表され、金沢武士団の経営状況についてが発表される。

### 2019年
3月6日、チアメンバーオーディション開催のお知らせが発表され、「舞姫団」はシーズン終了をもって解散。
4月9日、2019-20シーズンB2クラブライセンスの不交付が決定。
5月9日、堀田剛司がヘッドコーチ退任。
5月30日、「B3リーグ公式試合参加資格審査・入会審査」に合格。B3リーグに降格。
6月3日、飴谷健士朗がヘッドコーチに就任。
7月5日、選手の総年俸を約2500万円にすることを決定。B2時代の4分の1で経営の安定を目指す。
7月頃から多くの選手の移籍が発表される。
8月8日、金沢武士団チームトライアウトの開催。

### 2020年
3月27日、新型コロナウイルス感染症(COVID‑19)の感染拡大の防止、選手・スタッフ・審判等の関係者の安全性の確保のため、4月3日（金）〜5月3日（日）までに開催を予定していたリーグ戦の開催中止が決定。
4月27日、「2020-21シーズンB3リーグ公式試合参加資格審査・入会審査」で合格。2020-21シーズンのB3リーグ参戦資格を獲得。
8月1日、金沢武士団チームトライアウトの開催。

### 2021年
4月14日、「2021-22シーズンB3リーグ公式試合参加資格審査・入会審査」で合格。2021-22シーズンのB3リーグ参戦資格を獲得。
4月18日、アンドレ・マレーが規約・規程違反による懲罰を受ける。
6月25日、飴谷健士朗がヘッドコーチ退任。
7月12日、2020-2021のゼネラルマネージャーだった中島健太が、ゼネラルマネージャー兼ヘッドコーチに就任。
7月29日、変更新型コロナウイルス感染症(COVID‑19)の感染拡大により、7月28日（水）石川県独自指標がステージ4「感染拡大緊急事態」に移行したことに伴い、8月4日（水）に行う予定の「チームトライアウト」の開催を中止。選手の選考方法は「書類選考、映像選考」のみになる。
9月7日、黒島秀介がアソシエイトコーチに就任。
10月14日、代表取締役社長 中野秀光が「金沢武士団を応援していただいている皆様へ」と声明を発表。この頃から「舞姫団」に続き、本格的に社員やフロントスタッフの一掃が始まる。
11月11日、社員募集を開始。
11月19日、中島健太がゼネラルマネージャー兼ヘッドコーチを退任。

### 2022年
1月28日、斎藤瑛アシスタントコーチの就任。
4月14日、「2022-23シーズンB3リーグ公式試合参加資格審査・入会審査」で合格。2022-23シーズンのB3リーグ参戦資格を獲得。
6月1日、事務所移転。
8月18日、新外国籍選手契約締結及び入団会見実施で、日本財団及び七尾市の協力のもとウクライナ出身の3選手を避難民として受け入れることを発表。
8月29日、七尾事業所開設のお知らせを発表し、本格的に活動拠点を七尾市へと移す。
9月7日、2022-23シーズン金沢武士団新体制発表会見を開催し、今までの経営や運営などの見直しを本格的に始める。

### 2023年
4月13日、「B3リーグ 2023-24シーズン 公式試合参加資格・最終審査結果」において「条件付き合格」となる。
10月7日、七尾市とのサポートタウン協定を締結。
12月1日、事務所を移転。
12月15日、三木力雄のヘッドコーチ就任が発表された。

### 2024年
1月1日に発生した令和6年能登半島地震の影響で練習の拠点となった七尾市も大きな被害を受け、練習場も被災者の避難所となったため練習の目処が立たず、住居も被害に遭ったため、1月に行われる予定だった試合は全て中止となった。その後白山市や野々市市に練習場を確保の目処が立ち、さらに試合会場の確保の目処も立ったことから2月からの公式戦参加が決まった。
4月11日、「B3リーグ 2024-25シーズン公式試合参加資格・最終審査結果」において、「条件付き合格」となる。
6月30日、三木力雄が契約満了でヘッドコーチを退任。
7月2日、松藤貴秋のヘッドコーチ就任が発表された。

## チーム詳細

### ユニフォームスポンサー （2023-24シーズン）
- 前面：ビーバー（右肩）、金沢まいもん寿司（中央）
- 背面：北國フィナンシャルホールディングス（背番号上部）、北陸朝日放送（選手名下部）
- パンツ：日本航空（右前腰部）、村田製作所（右前太もも上）、中東（右前太もも中央）、アイ・オー・データ機器（右前太もも下）、ビーインググループ（左前上）、ほっとらんどNAGANO（左前中央）、アーク引越センター（左前下）、別川製作所（右後ろ上）、どんたく（右後ろ中央）、アントール（右後ろ下）、アペックスグループ（左後ろ上）、平本組（左後ろ中央）、エステックホールディングス（左後ろ下）

### ユニフォームサプライヤー
- 2015年 - 2016年：SPALDING
- 2016年 - 2020年：丸井織物株式会社
- 2020年 - 2023年：MUNTER（株式会社ボルトン）[58]
- 2023年[59] - 2025年：B-Five
- 2025年[60] - 現在：オンザコート

### 歴代ユニフォーム
| HOME      | HOME      | HOME      | HOME      | HOME      |
| --------- | --------- | --------- | --------- | --------- |
| 2017 - 18 | 2018 - 19 | 2019 - 20 | 2020 - 21 | 2021 - 22 |
| 2022 - 23 | 2023 - 24 | 2024 - 25 | 2025 - 26 |           |
|           |           |           |           |           |

| AWAY      | AWAY      | AWAY      | AWAY      | AWAY      |
| --------- | --------- | --------- | --------- | --------- |
| 2017 - 18 | 2018 - 19 | 2019 - 20 | 2020 - 21 | 2021 - 22 |
| 2022 - 23 | 2023 - 24 | 2024 - 25 | 2025 - 26 |           |
|           |           |           |           |           |

### マスコット・チームキャラクター
- ライゾウ[61]

キャラクターは、加賀藩祖・前田利家の幼名が「犬千代」だったことにちなみ利家の兜をかぶって刀を携えた“黒い柴犬”がモチーフになっている。デザインには77件の応募があり、選考の結果金沢市の女子大学生の作品に決まった。名称は一般公募によって決定。パンフレット、グッズなどにも使用されている。2018-2019のB.LEAGUE MASCOT OF THE YEARでは8位にランクインするなど人気のキャラクターである。

### アリーナMC
- ヴィトル（2022-）[64]
- 加藤裕（2015-2022）[65]
- エイトMAN（2015-2018）

### 公式チアダンスチーム
- 金沢武士団チアリーダー（2019-）
ディレクターはMaya。スペシャルアドバイザー・コレオグラファーは三田村真帆。メンバーはMaya、Mariko、Kasumi、Chiharuの4名。舞姫団の印象からの脱却、コンプライアンス遵守に向けた取り組みに努めるためメンバーや名称を総入れ替えした。しかし、舞姫団の評判や悪影響により人気は低迷し人数の確保が難しく4人構成になっている。[要出典]

- 舞姫団（2015-2018）[66][67]
金沢武士団立ち上げ時のチアリーダーチーム。ディレクターは滝田美帆。メンバーはNao（リーダー）、Mai、Kana、Kazumi、Saya、Mana、 Mizuki、Seiko、Chiharu、Saki、Chisato、Madoka。滝田と舞姫団メンバーが相手チームへの過度なブーイングなどスポーツマンシップに欠ける行動、選手とプライベートで数々の問題を起こしチームの解散を余儀なくされる。また一連の事件によりチームの人気の低迷にも影響を及ぼした。[要出典]

### 開催アリーナ
| 年度    | 参加 クラス | ホーム ゲーム数 | 金沢   | その他 |
| 2015-16 | bj          | 26              | 12     | 七尾4 松任4 加賀4 一本松2 |
| 2016-17 | B3          | 32              | 14     | 七尾4 松任4 一本松4 いしかわ4 加賀2 |
| 2017-18 | B2          | 30              | 7      | 七尾8 松任4 加賀4 志賀3 いしかわ2 末広2 |
| 2018-19 | B2          | 30              | 19     | 七尾3 松任2 いしかわ2 加賀2 志賀2 |
| 2019-20 | B3          | 20(30)          | 8(12)  | 松任4 七尾2(6) いしかわ2 志賀2 越前2 加賀0(2) |
| 2020-21 | B3          | 20              | 10     | 七尾6 松任2 志賀2 |
| 2021-22 | B3          | 26(28)          | 10(12) | 七尾4 野々市4 松任2 加賀2 志賀2 末広2 |
| 2022-23 | B3          | 26              | 12     | 七尾4 志賀4 末広4 加賀2 |
| 2023-24 | B3          | 26(28)          | 8      | 七尾4 志賀2 末広6 加賀0(2) 大治町スポーツセンター2 ※豊田合成から会場提供を受け開催 国立代々木競技場第二体育館2 ※令和6年能登半島地震復興支援チャリティマッチ 七尾市田鶴浜体育館2 ※アースフレンズ東京Zからホーム開催移譲を受け開催 |
| 2024-25 | B3          | 26              | 8      | 七尾4 松任2 加賀2 いしかわ2 末広6 かほく2 |

凡例
金沢-金沢市総合体育館：金沢市
七尾-七尾総合市民体育館：七尾市
松任-松任総合運動公園体育館：白山市
加賀-加賀市スポーツセンター：加賀市
一本松-一本松総合運動公園体育館　サン・アリーナ：輪島市
いしかわ-いしかわ総合スポーツセンター：金沢市
志賀-志賀町総合体育館：志賀町
末広-小松市末広体育館（義経アリーナ）：小松市
越前-越前市AW-Iスポーツアリーナ：福井県越前市
野々市-野々市市民体育館：野々市市
かほく-とり野菜みそBLUECATS ARENA（かほく市総合体育館）：かほく市
括弧内は開催予定だった試合数

## 歴史

### bjリーグ

#### 2015-16シーズン
初代ヘッドコーチ（HC）に前大分HCの鈴木裕紀が就任。開幕2戦目に公式戦初勝利。ウエスタンカンファレンス12チーム中、中位をキープし、高松に勝利した3月19日にプレイオフ進出が決定した。ウエスタン7位で出場したプレイオフ・ファーストラウンドはアウェイでウエスタン2位の琉球ゴールデンキングスに2連敗で敗退した。

### B.LEAGUE

#### 2016-17シーズン（B3リーグ）
2016年9月7日、B2リーグ参入に必要なB.LEAGUE準加盟申請が承認され、2017年4月5日、「B2ライセンス」の交付が決定した。
リーグ戦はレギュラーシーズンで初代チャンピオンとなる。ファーストステージ、ファイナルステージを含めた総合成績は2位。B2の鹿児島と東京EXがライセンス不交付となったことに伴い、金沢の2017-18シーズンのB2昇格が決定した。
シーズン終了後、鈴木裕紀HCが退任。

#### 2017-18シーズン（B2 中地区）
元新潟ACの堀田剛司が新HCに就任。新潟と行ったプレシーズンゲームは85-92で敗れた。開幕戦で香川に勝利してB2リーグ初勝利を記録した。28勝32敗で中地区6チーム中4位。

#### 2018-19シーズン（B2 中地区）
堀田剛司HCの2シーズン目。中地区6チーム中5位（リーグ18チーム中14位）となった。
B2ライセンスの更新については経営面で3期連続の赤字回避が条件となっている。金沢は前2期に引き続き2018-19シーズンも1億円程度の赤字となる見込みとなったため、4月9日にB2ライセンス不交付となり、シーズンの成績に関係なく翌シーズンのB2リーグ参戦資格を失った。その後、B3リーグ公式参加資格と入会審査も継続審議となり運営会社の経営状況の毎月の確認や、経営基盤強化の為の対応等を受け入れることを条件に5月30日にB3ライセンスが交付された。

#### 2019-20シーズン（B3リーグ）
堀田剛司HCが退任し、ACの飴谷健士朗が新HCに就任した。参加12チーム中最下位に終わった。

#### 2020-21シーズン（B3リーグ）
飴谷HC体制の2シーズン目。バスケットボールジャパンアカデミーから中島健太がゼネラルマネージャー（GM）に就任。参加11チーム中10位だった。

#### 2021-22シーズン（B3リーグ）
中島健太がGM兼任でHCに就任したが、開幕から10連敗を喫したため、11月19日に中島は退任。以降はアソシエイトコーチの黒島秀介がHC代行を務める。
その後も日本人外国人とも選手入れ替わりが激しく、シーズン途中で三遠ネオフェニックスから期限付き移籍をしていた山本浩太を完全移籍で獲得し、二週間後にシーホース三河に期限付き移籍で放出するなどの不可解な選手人事が続き、2月5日アウェーでのしながわシティ戦での1勝のみの1勝49敗、勝率.020とダントツの最下位で終了した。この勝率.020は2018-19シーズンに東京海上日動ビッグブルーが記録した1勝35敗、勝率.028を下回るリーグワーストを更新している。

#### 2022-23シーズン（B3リーグ）
2022年8月にウクライナより、オレクサンドル・アンティボ、イホール・ボヤルキム、ヤキブ・ティトブの3選手が日本財団及び七尾市協力のもと避難民として入団。
彼らの活躍もあり前年度に比べチームは躍進、さらにボヤルキムはB1のアルバルク東京の外国人PGの怪我に伴う離脱の際にレンタル移籍で1ヶ月半ほどB1でのプレーも経験し、遜色のないプレーを見せるなどの活躍を見せた。
最終結果はB3リーグ16チーム中11位、17勝35敗、勝率0.327で終了した。

#### 2023-24シーズン（B3リーグ）
アンティボは湘南ユナイテッドBCへ移籍、ティトブは海外クラブへ移籍し、ウクライナ人はボヤルキム一人となる。
その他日本人選手を含めすべての選手を短期契約にし経費節減と上位チームにコールアップされやすいようにしたが、シーズンイン前の6月に前シーズン途中から実質的ヘッドコーチを務めていた齋藤瑛が立川ダイスに移籍、HC不在の状態のままシーズンインをし、練習プログラム・対戦相手アナリストを選手たち自身が行う状態になってしまい、開幕から下位を彷徨っていた。
12月に入りようやく元京都ハンナリーズU15コーチの三木力雄がHC就任と決まり、1月4日から指揮を執る予定であったが、令和六年能登半島地震発生のため練習拠点としていた田鶴浜体育館が避難所となり、選手居住アパートなども被災。1月の試合は勝敗なしの無効試合を余儀なくされる不幸に襲われた。
2月に入りアウェー岐阜スゥープス戦からリーグ戦参戦、被災者避難所である七尾市総合体育館、志賀町体育館での試合は豊田合成スコーピオンズの協力なども得て会場変更をして行われ、再開初戦の岐阜では岐阜側の好意によりWホームゲームと銘打ち金沢チアリーダー、応援コール、1stユニフォーム着用、田鶴浜体育館で金沢武士団による被災者支援として毎晩行われている「語ろう亭in岐阜」などで金沢のホームゲームのような演出もおこなわれた。
2月9日に豊田合成スコーピオンズの本拠地である愛知県の大治町スポーツセンターにて、豊田合成スコーピオンズ対香川ファイブアローズの試合とのダブルヘッダー開催という形で、復帰後初のホームゲームが行われた。同月23日には、石川県内でホームゲームを開催した。
さらに、リーグからの支援で当初予定では3月30,31日に七尾で開催予定だった、しながわシティ戦は4月1、2日に変更の上、金沢武士団in東京と銘打ちチャリティマッチとして代々木第二体育館での開催が決定。
リーグ最終節の4月6、7日のアースフレンズ東京Z戦は、東京Zのホームアリーナである大田区体育館が改修工事のために使用できない事情もあったため、ホーム権の委譲を受け金沢武士団が練習拠点としている田鶴浜体育館での開催となった。

## 成績

### 過去のリーグ戦

#### bjリーグ
| 年度    | レギュラーシーズン | レギュラーシーズン | レギュラーシーズン | レギュラーシーズン | レギュラーシーズン | レギュラーシーズン | レギュラーシーズン | レギュラーシーズン | 最終結果 | HC       | 備考                          |
| 年度    | 勝                 | 敗                 | 勝率               | ゲーム差           | 得点               | 失点               | 得失点差           | 順位               | 最終結果 | HC       | 備考                          |
| ------- | ------------------ | ------------------ | ------------------ | ------------------ | ------------------ | ------------------ | ------------------ | ------------------ | -------- | -------- | ----------------------------- |
| 2015-16 | 27                 | 23                 | .540               | 13.0               | 79.8               | 74.4               | +5.4               | 西7位              | -        | 鈴木裕紀 | 創設1年目 プレイオフ1回戦出場 |

ゲーム差は()外は1位、()内はプレイオフ圏との差をそれぞれ表している。

### 獲得タイトル
最優秀6th Man
- bjリーグ 2015-16 - アンドリュー・フィッツジェラルド

### リーグ戦の主な記録

#### 観客動員記録
年度別観客動員記録
- bjリーグ

| シーズン | 試合数 | 合計     | 平均  | 最大    | 最小  | 試合会場 | 備考                 |
| 2015-16  | 26     | 24,085人 | 926人 | 1,839人 | 424人 | 5会場    | bjリーグ参入初年度。 |

会場別観客動員記録
- bjリーグ

| シーズン | 自治体                 | アリーナ                 | 座席数                 | ホームゲーム観客数 | ホームゲーム観客数 | ホームゲーム観客数 | ホームゲーム観客数 | ホームゲーム観客数 | ホームゲーム観客数 |
| シーズン | 自治体                 | アリーナ                 | 座席数                 | 試合数             | 合計               | 平均               | 最大               | 最小               |                    |
| 2015-16  | 金沢市                 | 金沢市総合体育館         | 席                     | 12                 | 13,664人           | 1,139人            | 1,839人            | 792人              |                    |
| 2015-16  | 七尾市                 | 七尾総合市民体育館       | 席                     | 4                  | 3,483人            | 871人              | 1,019人            | 724人              |                    |
| 2015-16  | 白山市                 | 松任総合運動公園体育館   | 席                     | 4                  | 3,289人            | 822人              | 1,149人            | 526人              |                    |
| 2015-16  | 加賀市                 | 加賀市スポーツセンター   | 席                     | 4                  | 2,729人            | 682人              | 911人              | 517人              |                    |
| 2015-16  | 輪島市                 | 一本松総合運動公園体育館 | 席                     | 2                  | 920人              | 460人              | 496人              | 424人              |                    |
| 2015-16  | レギュラーシーズン合計 | レギュラーシーズン合計   | レギュラーシーズン合計 | 26                 | 24,085人           | 926人              | 1,839人            | 424人              |                    |

## 選手とスタッフ
| 記号説明 |                           |  |                           |
|          | チームキャプテン          |  | (C) オフコートキャプテン  |
|          | 故障者                    |  | (+) シーズン途中契約      |
|          | (S) 出場停止              |  | (帰) 帰化選手             |
|          | (ア) アジア特別枠選手     |  | (申) 帰化申請中選手（B3） |
|          | (特) 特別指定選手         |  | (留) 留学実績選手（B3）   |
|          | (育) ユース育成特別枠選手 |  | (U) U22枠選手             |

公式サイト
| - ロースター - スタッフ - スタッツ - 故障者リスト | - 選手契約登録規程 B1.B2 / B3 - FA選手リスト |

### 過去の所属選手
日本人選手
- 与那嶺翼
- 井上裕介

- 月野雅人
- 井手勇次
- 後藤翔平（2015-2017）
- 柳川龍之介
- 木田貴明
- 佐藤浩貴
- 高松勇介（2015-2017）
- 小寺裕介（2015-2016）

- 南勝大（2015）

外国籍選手
- アンドリュー・フィッツジェラルド（2015-2016）
- マーシャル・ブラウン（2015-2016）
- トニー・ビショップ（2016-2017）